# Wspólnota Chemin Neuf

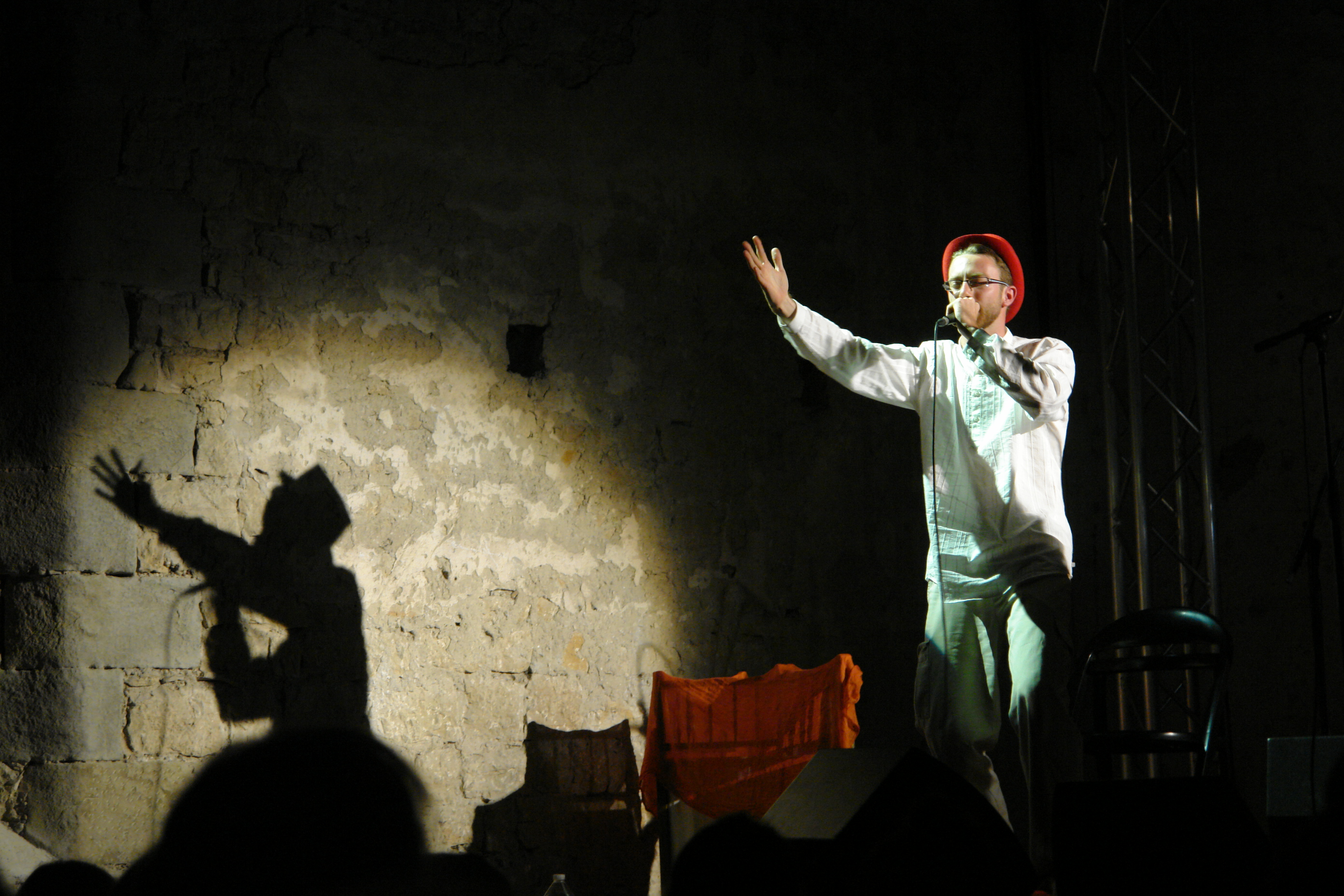
Spektakl ewangelizacyjny grupy Passage związanej z Chemin Neuf

Wspólnota Chemin Neuf (pol. Nowa droga) – katolicka wspólnota o charakterze ekumenicznym (zrzesza wiernych Kościoła katolickiego, prawosławnego, reformowanego i ewangelickiego) założona we Francji w 1971 r. przez jezuitę Laurenta Fabre'a. Korzysta z duchowości ignacjańskiej i ruchu charyzmatycznego.